# أولاد سي عبد الله
أولاد سي عبد الله هي قرية جزائرية تابعة لبلدية عين أرنات  الكائنة بدائرة عين أرنات، بولاية سطيف الجزائرية